# R. H. Barlow
Robert Hayward Barlow (Leavenworth, 18 de maio de 1918 – Azcapotzalco, 2 de janeiro de 1951) foi um autor norte-americano, poeta de vanguarda, antropólogo e historiador do México antigo e especialista na língua náuatle. Ele era correspondente e amigo do escritor de terror HP Lovecraft, que nomeou Barlow como executor de seu patrimônio literário. Nascido enquanto seu pai, o tenente-coronel Everett Darius Barlow, servia nas Forças Armadas Americanas na França, Barlow passou grande parte de sua juventude em Fort Benning, Geórgia, onde seu pai estava estacionado, mas também mudou de posto militar para posto militar em seus primeiros anos. Como resultado, ele nunca recebeu muita educação formal, mas foi um jovem brilhante e continuou sua educação por conta própria. Por volta de 1932, o Coronel Barlow recebeu dispensa médica, aposentou-se do exército por invalidez e estabeleceu sua esposa (Bernice Barlow) e seu filho na pequena cidade de DeLand, no centro da Flórida, onde construiu uma propriedade à beira do lago.
Dificuldades familiares, mais tarde, forçaram Robert H. Barlow a se mudar para Washington, D.C., onde, em 1934, como filho de um oficial aposentado do exército, ele recebeu tratamento para olhos cansados em uma unidade do exército antes de retornar para DeLand em 1935. Em 1936, ele recebeu treinamento no Kansas City Art Institute, onde Thomas Hart Benton foi um de seus professores, e posteriormente no San Francisco Junior College. Barlow se estabeleceu por um tempo com a família Beck em Lakeport, Califórnia, onde ajudou a publicar o Commonplace Book de HP Lovecraft e vários outros itens da Futile Press de Beck. De Lakeport foi enviada a segunda e última edição de sua lendária revista amadora Leaves, que ele e Lovecraft planejaram juntos antes da morte deste último.
Seguindo a sugestão de uma conselheira e amiga interessada, Barbara Mayer, de que Barlow fizesse do estudo das antiguidades do México seu objetivo, ele foi ao México em 1940-41, estudou na Escuela Nacional de Ciencias Biologicas e, ao retornar à Califórnia, recebeu o diploma de bacharel pela Universidade da Califórnia em 1942. Retornando ao México como residente permanente, juntou-se ao corpo docente da Universidad Nacional Autonoma de Mexico. Em 1944 recebeu uma bolsa da Fundação Rockefeller e em 1946-48 uma bolsa Guggenheim. Tornou-se chefe do Departamento de Antropologia do Mexico City College, cargo que ocupava até seu falecimento em 2 de janeiro de 1951.
De acordo com o colega antropólogo Charles E. Dibble, "No breve período de uma década, Barlow deu à pesquisa da América Central um ímpeto e uma perspectiva de consequência duradoura. Suas contribuições na arqueologia mexicana, náuatle clássico e moderno, na história colonial mexicana e no que ele preferiu chamar de "Bilderhandschriften" são de importância duradoura." Dibble comparou o zelo de Barlow em buscar e decifrar códices e manuscritos coloniais pouco conhecidos ou vagamente lembrados ao de Zelia Nuttall. Barlow foi referido como "o TE Lawrence do México".

## Biografia e carreira

### Parceria com HP Lovecraft
Barlow era amigo dos escritores HP Lovecraft e Robert E. Howard desde os 13 anos. Ele colaborou com Lovecraft em pelo menos seis histórias ("The Slaying of the Monster" (1933); "The Hoard of the Wizard-Beast" (1933); a paródia "The Battle That Ended the Century" (1934); "Till A' the Seas" (1935); uma paródia inacabada, "Collapsing Cosmoses" (1935); e "The Night Ocean" (1936), e Lovecraft fez várias visitas prolongadas ao jovem Barlow em sua casa em DeLand, Flórida.
Barlow tentou encadernar e distribuir a história de Lovecraft "The Shunned House" (1924), mas encadernou apenas algumas cópias (a Arkham House distribuiu algumas versões encadernadas do projeto original de Barlow até a década de 1970).
Barlow auxiliou significativamente na preservação dos manuscritos de Lovecraft digitando textos em troca de manuscritos autografados.
Barlow foi para Providence imediatamente após receber um telegrama da tia de Lovecraft, Annie Gamwell, sobre a morte de Lovecraft. As "Instruções em caso de falecimento" de Lovecraft" (em inglês: Instructions in Case of Decease), um documento separado de seu testamento, nomearam Barlow seu executor literário. O biógrafo de Lovecraft, ST Joshi, diz que este documento nunca foi homologado, mas que a Sra. Gamwell criou um contrato formal confirmando que Barlow ficaria com todos os manuscritos e cadernos de Lovecraft, para publicar como bem entendesse, e os lucros da referida publicação iriam para a Sra. Gamwell com uma comissão de 3% para si mesmo. Barlow doou a maioria dos manuscritos e alguns materiais impressos para a Biblioteca John Hay da Universidade Brown.
Barlow transcreveu a história de Lovecraft "The Shadow Out of Time" e ainda tinha o manuscrito em sua posse quando conseguiu uma posição de professor no Mexico City College. Mais tarde, quando se tornou presidente do Departamento de Antropologia, ele conheceu June Ripley, uma estudante de pós-graduação que estudava a língua náuatle, especialidade de Barlow. Os dois aparentemente se tornaram amigos e Barlow confiou o manuscrito a Ripley antes de seu suicídio. Ela permaneceu no México por mais sete anos e depois lecionou em vários lugares nos Estados Unidos antes de se aposentar em 1993. Ela morreu em 28 de dezembro de 1994, e o manuscrito de Lovecraft, há muito perdido, foi encontrado pela cunhada de Ripley, Lucille Shreve. O manuscrito, escrito a lápis em um caderno infantil, foi doado por Nelson e Lucille Shreve à coleção Lovecraft da Biblioteca John Hay.

### Como autor e editor de livro
Barlow estava interessado em impressão e, depois de se envolver no cenário inicial de "fãs" relacionados à fantasia e ficção científica, publicou vários periódicos importantes – The Dragon-Fly (duas edições – 15 de outubro de 1935 e 15 de maio de 1936); e Leaves (duas edições – verão de 1937; inverno de 1938/39). Ele também era proprietário de sua marca, a Dragon-Fly Press (Cassia, Flórida) e sob essa marca publicou duas obras importantes de membros do Círculo Lovecraft – The Goblin Tower (a primeira coleção de versos de Frank Belknap Long – Lovecraft ajudou Barlow a definir o tipo para isso) e "The Cats of Ulthar", uma história de HP Lovecraft.
A carreira de Barlow na ficção foi interrompida em 1937 por uma série de circunstâncias, incluindo a morte de seu amigo e mentor Lovecraft e sua própria mudança da Flórida por causa de problemas familiares. Em 1938, ele editou Lovecraft's Notes and Commonplace Book e, em 1939, editou After Sunset (John Howell, 1939), uma coleção dos melhores poemas escritos por George Sterling nos últimos anos antes do suicídio de Sterling em 1926.
Em 1943, Barlow prestou assistência à primeira bibliografia de Lovecraft (por Francis T. Laney e William H. Evans). Seu pungente livro de memórias de Lovecraft, "O Vento que Está na Grama", pode ser encontrado em Marginalia (Arkham House, 1944). Barlow também contribuiu com a introdução do volume de 1944 da Arkham House, Jumbee and Other Uncanny Tales, de seu colega da Flórida e autor de Weird Tales, Henry S. Whitehead.

### Como escultor
Barlow era muito respeitado como escultor antes de se dedicar à antropologia e, em uma carta (para Clark Ashton Smith, 16 de maio de 1937), ele reclamou que as pessoas levavam seu trabalho mais a sério do que seus escritos. Mas parece que nenhuma de suas obras escultóricas sobreviveu.

### Como antropólogo
Barlow mudou-se definitivamente para o México por volta de 1943, onde lecionou em várias faculdades e, em 1948, tornou-se presidente do departamento de antropologia do Mexico City College e um renomado antropólogo da cultura indígena mesoamericana. Ele deu aulas no Mexico City College, principalmente para estudantes americanos, que estavam lá, em sua maioria, financiados pelo GI Bill do pós-guerra. O famoso escritor William S. Burroughs, que viveu no México de 1950 a 1952, estudou os Códices Maias com Barlow na primeira metade de 1950. Burroughs fez pelo menos uma excursão com ele ao Templo de Quetzalcoatl em Teotihuacan. O simbolismo maia e a estrutura política que ele encontrou lá mais tarde tiveram grande destaque na ficção de Burroughs.
Ao mesmo tempo, Barlow cooperou com o Prof. Salvador Mateos Higuera em um estudo descritivo de códices mexicanos. Em um curto período de três anos, ele cooperou com George T. Smisor para planejar e editar o Tlalocan, um periódico de materiais de origem sobre culturas nativas do México. A partir de 1943, com o aparecimento de Tlalocan, sua produtividade ganhou impulso e seus artigos apareceram com frequência crescente em periódicos acadêmicos do México, Estados Unidos e Europa. A preocupação com as minúcias levou a obras de detalhe como "Relaciones Geograficas del siglo XVIII".
Ele viajou para Iucatã para estudar os maias e para o oeste de Guerrero, onde estudou os tepuztecas. Ele fundou duas revistas acadêmicas, e publicou cerca de cento e cinquenta artigos, panfletos e livros.
Em 1950, ele publicou o Mexihkatl itonalama ("O calendário do mexicano"), um jornal em língua náuatle. Seu trabalho em antropologia mesoamericana é de importância pioneira, e seus artigos antropológicos coletados estão em processo de publicação no México. Nessa época, Barlow também continuava seu trabalho como poeta, escrevendo versos formalistas e experimentais da escola ativista, pioneira de Lawrence Hart.

### Morte por suicídio
Barlow escreveu já em 1944 que tinha "uma sensação sutil de que minha vida curiosa e inquieta não estava destinada a se prolongar". Ele se matou em sua casa em Azcapotzalco, Cidade do México, no dia primeiro ou dois de janeiro de 1951, aparentemente temendo que sua homossexualidade fosse exposta por um aluno descontente. Naquela tarde, ele se trancou em seu quarto, tomou 26 cápsulas de Seconal e deixou afixado na porta com pictogramas maias: "Não me perturbe. Quero dormir muito tempo."
William S. Burroughs, que então estudava espanhol, os códices mexicanos e a língua maia com Barlow, descreveu brevemente sua morte em uma carta a Allen Ginsberg, datada de 11 de janeiro: "Um professor gay de KC, Missouri, chefe do departamento de Antropologia aqui no MCC [Mexico City College], onde recebo meus US$ 75 por mês, morreu há alguns dias com uma overdose de goof balls. Vomitou na cama toda. Não consigo ver esse chute suicida."

## Obras publicadas

### Livros de Barlow
- Poems for a Competition (em inglês). Sacramento, CA: The Fugitive Press, 1942. (verso). Por esses poemas, Barlow recebeu o 26º prêmio Emily Chamberlain Cook de Poesia. Todo o conteúdo do volume foi reimpresso em Eyes of the God (2002).
- View from a Hill (em inglês). Azcapotzalco [sem editor fornecido], 1947 (verso). Todo o conteúdo do volume foi reimpresso em Eyes of the God (2002).
- The Extent of the Empire of the Culhua Mexico (em inglês). [Ibero-Americana 28]. Berkeley: University of California Press, 1949.

#### Publicações póstumas
- O Instituto Nacional de Antropología e Historia compilou seus estudos antropológicos e arqueológicos realizados no México em 7 volumes: I) Tlatelolco, rival de Tenochtitlan (1987); ll) Tlatelolco. Fontes e história (1989); III) Os mexicas e a Tríplice Aliança (1990); IV) A extensão do império dos mexicos culhuanos (1992); V) Fontes e estudos sobre o México indígena. Primeira parte: generalidades e o Centro de México (1994); VI) Fontes e estudos sobre o México indígena. Segunda parte: estados atuais de: Colima, Guerrero, Hidalgo, Michoacán, Morelos, Oaxaca, Puebla, Tlaxcala, Veracruz e Yucatán (1995) e VII) Diversos escritos (1999).
- Collapsing Cosmoses (em inglês), com H. P. Lovecraft. West Warwick RI: Necronomicon Press, 1977. F&SF Fragments series; 500 cópias apenas. Esta peça é reimpressa em The Battle That Ended the Century and Collapsing Cosmoses (1992) e também coletada em Eyes of the God (2002).
- Annals of the Jinns (em inglês). Série original de histórias em The Fantasy Fan (1933–35) e The Phantagraph; coletado, West Warwick, RI: Necronomicon Press, 1978. Prefácio de "Robert H. Barlow and H. P. Lovecraft: A Reflection" por Kenneth W. Faig, Jr. Contém 10 dos contos. (O 11o Anal, "An Episode in the Jungle", foi inédito até ser coletado em in Eyes of the God (2002). Nota: Uma versão reescrita de "Annal" V, "The Tomb of the God", aparece em Lin Carter, ed, Reinos da Feitiçaria; Carter reescreveu-a a partir de uma cópia semi-legível, tudo que ele poderia encontrar na época.
- A Dim-Remembered Story (em inglês) West Warwick, RI: Necronomicon Press, 1980. Prefácio de H. P. Lovecraft. O conto é incluído em Eyes of the God (2002)
- The Night Ocean (em inglê), com H. P. Lovecraft. West Warwick, RI: Necronomicon Press, 1978, 1982; 3ra ed 1989. O conto é incluído em Eyes of the God (2002).
- Crypt of Cthulhu (em inglês) No. 60 (1988) é uma edição especial dedicada a Robert H. Barlow. Ele contém nove histórias de Barlow (todos exceto "A Fragment" coletados mais tarde em Eyes of the God (2002), juntos com dois ensaios: "R. H. Barlow and the Recognition of Lovecraft" por  S. T. Joshi, e "Robert H. Barlow como H. P. Lovecraft's Literary executor: An Appreciation" por Kenneth W. Faig. Ensaio de Faig é reimpresso em seu The Unknown Lovecraft. NY: Hippocampus Press, 2009.
- The Battle That Ended the Century & Collapsing Cosmoses (em inglês), com H. P. Lovecraft) West Warwick, RI: Necronomicon Press, 1992. Esta edição inclui um glossário corrigido de nomes. Ambas as peças são coletadas em The Eyes of the God (2002), no qual Battle é agora anotado com anotações completas identificando as pessoas parodiadas.
- On Lovecraft and Life (em inglês). West Warwick, RI: Necronomicon Press, 1992. Introduzido por S. T. Joshi. Contém dois textos - em primeiro lugar, um texto restaurado do diário de Barlow da visita de 1934 de Lovecraft como "Memories of Lovecraft" (originalmente publicado como "The Barlow Journal in August Derleth's Some Notes on H. P. Lovecraft (1959) e, posteriormente, na compilação Lovecraft editada por Derleth, The Dark Brotherhood & Other Pieces (1966); ambas as impressões de Derleth foram fortemente abreviadas). Em segundo lugar, o fragmento de Barlow, "Autobiography", (aprox. 1938 - verão de 1940).
- The Hoard of the Wizard-Beast and One Other (em inglês), com H. P. Lovecraft). West Warwick, RI: Necronomicon Press, 1994. Introduzido por S. T. Joshi. O "other" é do conto "The Slaying of the Monster". Inclui os manuscritos de fac-símile de ambas as histórias, mostrando a mão de Lovecraft em cada um. Ambos os contos estão incluídos (texto apenas, sem fac-símile) em The Eyes of the God (2002).
- Eyes of the God: The Weird Fiction and Poetry of Robert H. Barlow (em inglês). Coautoria de S. T. Joshi, Douglas A. Anderson e David E. Schultz. NY: Hippocampus Press, 2002; revisado e expandido em 2023. Uma coleção abrangente que exclui apenas a não-ficção de Barlow (como cartas publicadas, ensaios, etc.). Inclui dois contos inéditos, "The Bright Valley" e "The Fidelity of Ghu", e também o 11.o conto inédito de Annals of the Jinns ("An Episode in the Jungle").

### Livros com coautoria de Barlow
- H.P. Lovecraft. The Notes & Commonplace Book Employed by the Late H. P. Lovecraft Including His Suggestions for Story-Writing, Analyses of the Weird Story, and a List of Certain Basic Underlying Horros, &c, &c, Designed to Stimulate the Imagination (em inglês). Lakeport, CA: The Futile Press, 1938; rpt West Warwick, RI: Necronomicon Press, 1978.
- George Sterling, After Sunset (em inglês). Verso. São Francisco: John Howell, Publisher, 1939.

### Revistas científicas com coautoria de Barlow
- 1949: Mesoamerican Notes (em inglês)
- Tlalocán (em inglês)